# Wee Waa
Wee Waa is een plaats in de Australische deelstaat New South Wales en telt 1689 inwoners (2006). De plaats bevindt zich in de Local Government Area Narrabri Shire Council en ligt aan de Namoi River. De plaats ligt 571 km ten noordwesten van Sydney, en ligt 42 km van de dichtstbijgelegen snelwegafrit, op de Newell Highway. De plaats heeft een reputatie als hoofdplaats van de Australische katoenproductie.
In Wee Waa wordt jaarlijks een landbouwbeurs georganiseerd, de Wee Waa Show. Aan deze beurs is ook een muziekfestival gekoppeld. Tijdens de editie van 2013 was de albumpresentatie van Random Access Memories van de Franse muziekgroep Daft Punk.

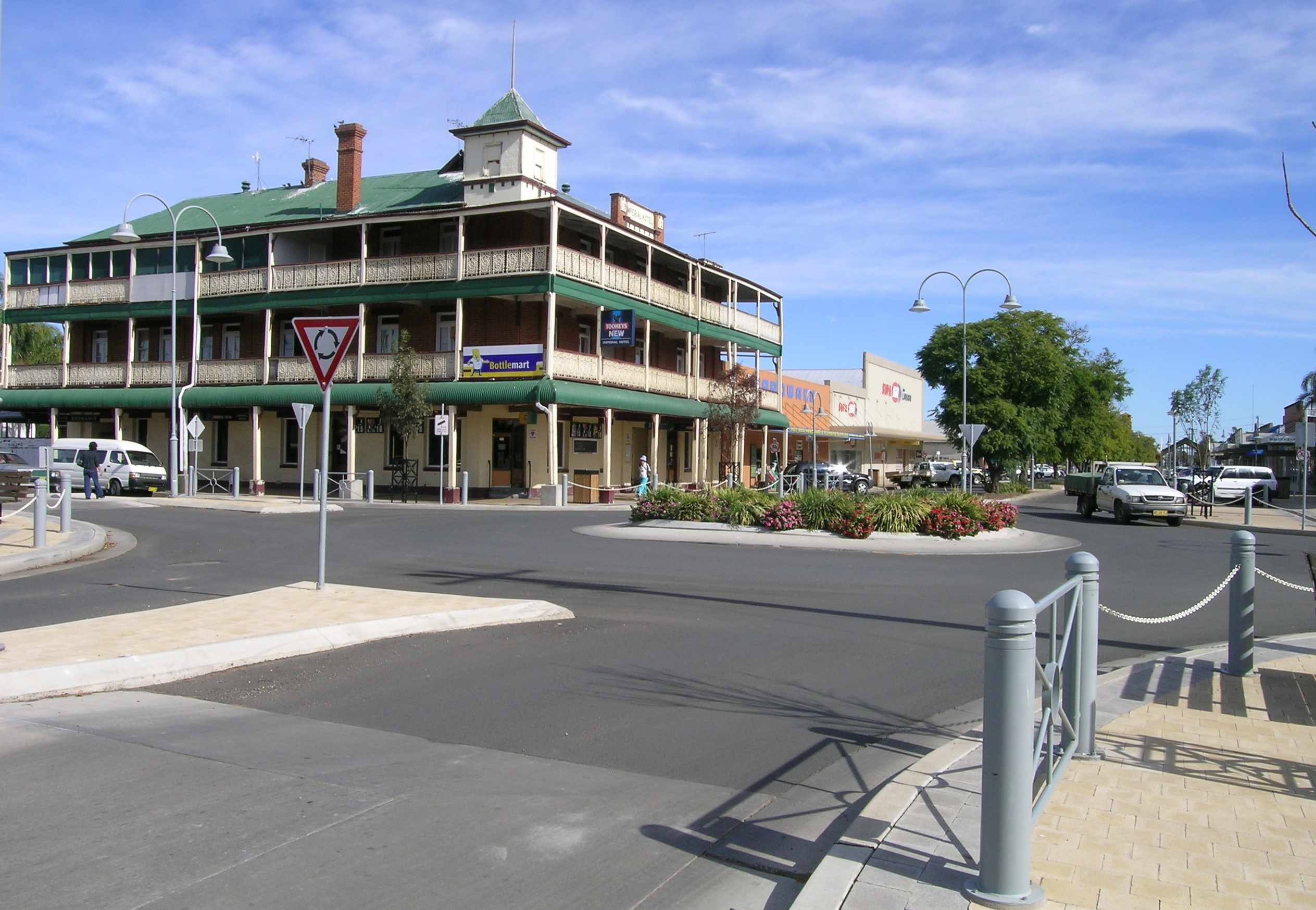